# Beata Brookes
Beata Brookes (n. 21 ianuarie 1931 – d. 18 august 2015) a fost un om politic britanic, membru al Parlamentului European între 1979 și 1989 din partea Regatului Unit.
1. 1 2 3  Dictionary of Welsh Biography, accesat în 19 aprilie 2023
2. 1 2  Deputații în Parlamentul European